# الماء الأبيض (ولاية تبسة)
الماء الأبيض بلدية من بلديات دائرة الماء الأبيض بولاية تبسة الجزائرية. سميت بهذا الاسم لكثرة الابار والمياه بها. يحدها من الشمال تبسة ومن الشرق الحويجبات وام علي ومن الغرب العقلة المالحة ومن الجنوب صفصاف الوسرة.
سكان هذه المنطقة ينتمون إلى التقسيم القبلي أو ما يسمى بالعروش فكلهم ينتمون الي عرش النمامشة.

## الاقتصاد
تعتبر من البلديات الصناعية على مستوى الولاية حيث يوجد بها مصانع عدة منها.مصنع الاسمنت الذي يعتبر أكبر المصانع في المنطقة ومصنع الزجاج ومصنع الانابيب والمحجر العملاق ومع كل هذه الصناعة فان المنطقة تحتل المراتب الأولى من حيث الفلاحة حيث انها تصدر منتوجاتها خارج الولاية.

## المرافق
تحتوي البلدية على كل المرافق الاجتماعية :
- 3مساجد
- 02اكمالية للتعليم المتوسط
- 06 مدارس للتعليم الابتدائي
- ثانوية
- مركز تكوين مهني
- مركب رياضي
- قابضة الضرائب
- وحدة فرعية للحماية المدنية
- مفرزة الدرك الوطني
- مركز الشرطة
- ملعب بلدي
- بنك الفلاحة والتنمية الريفية
- مكتب التشغيل يحتوي على وكالة دعم وتشغيل الشباب والتامين على البطالة
- دار ثقافة
- قاعة افراح
- مركز الدفع للضمان الاجتماعي